# Andrei Abrikossov
Pour les articles homonymes, voir Abrikossov.
Andreï Lvovitch Abrikossov (en russe : Андрей Львович Абрикосов), né à Simferopol (dans l'Empire russe, en Crimée) le 1er novembre 1906 (14 novembre 1906 dans le calendrier grégorien) et mort à Moscou le 21 octobre 1973, est un acteur soviétique. 
En 1941, il est récompensé du Prix Staline. Il est descendant de la fameuse famille Abrikossov. Membre du parti communiste de l'Union soviétique depuis 1950.

## Biographie
Andreï naît dans la famille de Lev Abrikossov, un agronome. En sa prime jeunesse, qui coïncide avec les années de guerre, il mène une vie errante et sans véritables attaches dans le sud de Russie. En 1924, sorti d'une école de Toula il s'engage à la récolte de raisin dans le village de Chyrokaïa Balka près de Novorossiisk. En 1925, il s'installe à Moscou et travaille dans une coopérative de production Stroï-radio. Parallèlement, il prend les cours à l'atelier d'étude d'art cinématographique chez Alexandra Khokhlova, puis, les cours d'art dramatique chez Zinaïda Sokolova (ru), la sœur de Constantin Stanislavski.
En 1926-1929, Abrikossov fait partie de la troupe du studio d'art dramatique au sein du Théâtre Maly, mais les rôles ne viennent pas. Il attend toujours son tour au théâtre quand, en 1929, on le choisit pour incarner Grigori Melekhov dans le film muet Le Don paisible d'Olga Preobrajenskaïa et Ivan Pravov, qui lui apporte une grande notoriété. En 1930-1931, il est acteur du théâtre ouvrier itinérant, puis, en 1931-1937, du Théâtre réaliste de Nikolai Okhlopkov, puis, en 1937-1938, du théâtre Kamerny dirigé par Alexandre Taïrov.
Il se fixe finalement, en 1938, au Théâtre Vakhtangov auquel il restera fidèle jusqu'à la fin de sa vie et dont il prendra la direction en 1953-1959.
Il continue également sa carrière cinématographique et sera membre de l' l'Union cinématographique de l'URSS. Il apparait dans trente-neuf films entre 1931 et 1972.
En 1941, le prix Staline lui est attribué pour son interprétation du rôle de Gavrila Oleksitch dans le film Alexandre Nevski (1938). Il reçoit l'Ordre du Drapeau rouge du Travail en 1939 et 1946. Artiste du Peuple de la RSFSR en 1952, il est nommé Artiste du peuple de l'URSS en 1968.
Mort à Moscou, Andreï Abrikossov est inhumé au cimetière de Novodevitchi. Son fils Grigori Abrikossov est aussi acteur.

## Filmographie partielle
- 1930 : Le Don paisible de Ivan Pravov
- 1932 : Contre-plan (Встречный, Vstrechny) de Fridrikh Ermler et Sergueï Ioutkevitch : Pavel
- 1938 : Alexandre Nevski de Sergueï Eisenstein
- 1944 : Ivan le Terrible de Sergueï Eisenstein
- 1945 : Le Tournant décisif de Fridrikh Ermler
- 1949 : La Chute de Berlin de Mikhaïl Tchiaoureli : Alexeï Antonov
- 1956 : Le Géant de la steppe d'Alexandre Ptouchko : Le prince Vladimir 1er
- 1964 : Lueur d'une lointaine étoile (Свет далёкой звезды) de Ivan Pyriev : Ivan Osokine
- 1969 : Les Frères Karamazov de Kirill Lavrov, Ivan Pyryev et Mikhail Ulyanov
- 1972 : Rouslan et Ludmila d'Alexandre Ptouchko